# Калуцкий, Константин Константинович
Константин Константинович Калуцкий (6 июня 1930, Изяслав, Хмельницкая область — 7 декабря 2000, Кореновск, Краснодарский край) — советский учёный-лесовод и государственный деятель; доктор сельскохозяйственных наук (1974), профессор (1988), академик РАЕН (1998); директор Никитского ботанического сада в 1977—1979 годах.
Автор более 180 научных работ и статей по лесному хозяйству, лесной селекции, интродукции древесных пород.

## Биография
Родился 6 июня 1930 года в городе Изяславе Хмельницкой области Украинской ССР.
В 1954 окончил Ленинградскую лесотехническую академию (ныне Санкт-Петербургский государственный лесотехнический университет), получив квалификацию инженера лесного хозяйства. По направлению работал на Кавказе начальником лесопункта Майкопского леспромхоза, главным инженером Гузерипльского леспромхоза, научным сотрудником Кавказского филиала Центрального НИИ механизации и электрификации лесной промышленности (ЦНИИМЭ). Заочно обучался в аспирантуре ЦНИИМЭ.
В 1960 году Калуцкий был главным инженером Майкопского леспромхоза, в 1961—1965 годах — главным лесничим Краснодарского управления лесного хозяйства, в 1965—1966 годах — начальником Государственной инспекции по лесному хозяйству Министерства сельского хозяйства СССР.
В 1967—1971 годах — директор Сочинской научно-исследовательской опытной станции субтропического лесного и лесопаркового хозяйства (НИЛОС), в 1971—1977 годах — директор Центрального НИИ лесной генетики и селекции, в 1977—1979 — директор Государственного Никитского ботанического сада в Крыму и одновременно профессор кафедры ботаники Симферопольского университета (ныне Таврический национальный университет имени В. И. Вернадского).
В 1979 году К. К. Калуцкий стал заместителем Председателя Гослесхоза СССР (на правах заместителя министра), одновременно до 1982 года — заведующий кафедрой профилактики и тушения лесных пожаров Московского лесотехнического института (ныне Мытищинский филиал МГТУ имени Н. Э. Баумана). В 1982 году — директор Кавказского филиала ВНИИЛМ, в 1985 году — заведующий Гагрской лесной лабораторией НИИГорлес.
Деятельность Константина Константиновича Калуцкого была также связана с Новочеркасским инженерно-мелиоративным институтом (ныне Новочеркасская государственная мелиоративная академия): здесь в 1963 году он защитил кандидатскую диссертацию, а в 1974 году — докторскую на тему «Буковые леса Северного Кавказа и основные вопросы ведения хозяйства в них». В 1988 году был избран по конкурсу на должность профессора кафедры лесоводства этого вуза. Во время работы в институте находился в научных и служебных командировках в Болгарии, США, Канаде, Испании, Франции, Швеции, Венгрии, ГДР, Монголии, а в 1975—1976 годах состоял советником министра лесного хозяйства на Кубе.
Умер 7 декабря 2000 года в городе Кореновске Краснодарского края.

## Заслуги
- Был награждён орденом Знак Почёта и медалями, в числе которых «За доблестный труд», «Ветеран труда»[6].
- Заслуженный лесовод РСФСР (1982).